# Station Nemilany
Železniční zastávka Nemilany (Nederlands: Spoorweghalte Nemilany, Duits vroeger: Nimlau) is een spoorweghalte in het Tsjechische dorp Nemilany, een dorp in het zuiden van de gemeente Olomouc. Het station ligt aan spoorlijn 301 (die van Olomouc, via Prostějov, naar Nezamyslice loopt). Het station is onder beheer van de SŽDC en wordt bediend door stoptreinen van de České Dráhy.
Nezamyslice ↔ Doloplazy ↔ Pivín ↔ Čelčice ↔ Bedihošť ↔ Prostějov hlavní nádraží ↔ Vrahovice ↔ Kraličky ↔ Vrbátky ↔ Blatec ↔ Kožušany ↔ Nemilany ↔ Olomouc-Nové Sady ↔ Olomouc hlavní nádraží